# Leucoptera melanolitha
Leucoptera melanolitha là một loài bướm đêm thuộc họ Lyonetiidae. Nó được tìm thấy ở Úc.
Chúng có thể ăn lá nơi chúng làm tổ.